# 고가 다이요
고가 다이요(일본어: 古賀 太陽, 1998년 10월 28일 ~ )는 일본의 축구 선수이다.

## 구단 경력
그는 2017년 J1리그의 가시와 레이솔에 입단했다. 2018년 J2리그의 아비스파 후쿠오카로 임대 이적했다. 2019년 J2리그의 가시와 레이솔로 복귀했다. 2019년 J2리그 우승으로 J1리그로 승격했다. 2020년에 J리그컵 준우승.

## 국가대표팀 경력
그는 2018년 AFC U-23 축구 선수권 대회에 참가할 일본 U-23 국가대표팀에 발탁되었다.
2019년 EAFF E-1 풋볼 챔피언십에 참가할 일본 국가대표팀에 발탁되었으며, 12월 14일 홍콩와의 경기에서 데뷔했다.
2020년 AFC U-23 축구 선수권 대회에도 출전했다.
2025년 EAFF E-1 풋볼 챔피언십에도 출전, 우승에 기여했다.

## 통계
| 일본 | 일본 | 일본 |
| 연도 | 출전 | 득점 |
| ---- | ---- | ---- |
| 2019 | 1    | 0    |
| 통산 | 1    | 0    |